# Дом Иоганна Лангелитье
Дом Иоганна Лангелитье — памятник градостроительства и архитектуры во Владивостоке. 
Здание построено в 1898—1900 годах. В 2000-х годах было реконструировано по проекту, на тот момент, городского архитектора А. И. Мельника под торговый центр для фирм, связанных с депутатом Законодательного собрания Приморского края Галустом Ахояном. В результате реконструкции здание потеряло исторический облик.       
Историческое здание по адресу Светланская улица, 29 сегодня остаётся объектом культурного наследия Российской Федерации.

## История

### Дореволюционный период
В начале 1880-х годов немецкий предприниматель Иоганн Лангелитье основал собственную торгово-промышленную компанию «Торговый Дом Иоганна Лангелитье» во Владивостоке. Постепенно компания разрослась и стала третьей по объёму капитала в Приморской области, после фирм «Кунст и Альберс» и «Чурин и Ко». 
Иоганн Лангелитье и его наследники владели во Владивостоке несколькими земельными участками, в том числе участком № 15 в квартале № 4 Первой городской части на углу улиц Светланской и Китайской. Квартал № 4, ограниченный улицами Светланской, Китайской (Океанский проспект), Пекинской (Адмирала Фокина) и Суйфунской (Уборевича), включал в себя восемь земельных участков и с марта 1872 года находился в собственности семейства Де Вриз (Де Фриз). Впоследствии Де Вризы продали участки, которые, в итоге, отошли торговым домам «Иоганна Лангелитье» и «Кунст и Альберс». 
Участок № 15 в 1887 году был продан подданному Великобритании Вильяму Джемсону, а затем купцу 2-й гильдии подданному Германии Иоганну Лангелитье. Лангелитье использовал его под торговые цели и для жилья своих работников. К 1888 году, когда Лангелитье подал прошение о принятии его в русское подданство, участок был уже плотно застроен: на нём находилась кирпичная лавка, деревянный жилой дом, надворные постройки, две деревянные фанзы, два склада, обшитых железом. В 1896 году в глубине участка на месте деревянного дома и фанз было построено кирпичное здание «служб», в 1898 году — обшитый железом деревянный склад.
В 1898 году Лангелитье взял большой кредит в Нижегородско-Самарском земельном банке и начал строительство большого трёхэтажного дома на углу Светланской и Китайской улиц, для чего была снесена его кирпичная лавка. Строительство завершилось в начале 1900 года. 

### Советский период
В советский период около шестидесяти лет подряд в первом этаже дома располагался центральный гастроном 2-го Горпищеторга, который также использовал бывшие склады Лангелитье на 15-м участке. Верхние этажи в разные годы занимали различные муниципальные и государственные учреждения и организации: Горпищеторг, Приморское отделение ТАСС, Производственное объединение «Волна» и др.

### Современный период
В середине 1990-х годов здание было приватизировано. В конце десятилетия двор был очищен от старых построек и на их месте выстроен торговый комплекс. В начале 2000-х годов здание было надстроено двумя этажами, резко контрастирующими с первоначальным обликом. Надстройка была возведена в 2002 году, в рамках «реставрации», по проекту архитекторов А. И. Мельника и В. И. Смотриковского. 
В 2013 году депутат Госдумы Валерий Селезнёв подавал в Арбитражный суд иск к ООО «Родина», ЗАО «ЦентрСтрой», ИП Ахоян Т.И., ООО «Анреал» и депутату Законодательного собрания Приморского края Галусту Ахояну о признании недействительной сделки по реконструкции здания с надстройкой дополнительных этажей и устройством вставки с разгрузочной зоной. В итоге, иск был отозван истцом.    
Перестройка здания вызвала негативную реакцию как у экспертов в области архитектуры и градозащиты, так и у журналистов. Профессор кафедры архитектуры и дизайна интерьеров Ульсанского научного университета У Се Чжин говорил, что при взгляде на современное состояние здания (в случае, если и другие исторические объекты будут реконструироваться подобным образом) возникают опасения за сохранение уникальности архитектуры Владивостока. Известный краевед и экскурсовод Нелли Мизь публично высказывалась против осуществлённой реконструкции здания. Критиковал надстройку заведующий кафедрой архитектуры и градостроительства ДВФУ Валерий Моор. Блогер Илья Варламов внёс здание в список самых уродливых переделок исторических зданий.     

## Архитектура
Дом Лангелитье представляет собой трёхэтажное кирпичное оштукатуренное здание, Г-образное в плане со скошенным углом. Формирует угол квартала, главными фасадами обращено на улицу Светланскую (южный фасад) и Океанский проспект (западный фасад).
Общим решением фронтальной композиции стало преобладание нижнего этажа над верхними. Вертикальное членение фасадов решено чередованием разношироких ризалитов, завершающихся аттиками. Каждый аттик украшен волютой и расположенным по центру шпилем. Горизонтально фасады поделены поясками. По периметру здания проходит венчающий карниз с модульонами, повторяющий форму всех выступающих элементов фасада. Углы ризалитов в уровне первого этажа рустованы, что придаёт зданию массивность и монументальность.
Оконные и дверные проёмы в уровне первого этажа оформлены архивольтами, переходящими в наличники и имеют трёхцентровые и полуциркулярные перемычки с замковым камнем. Под оконными проёмами проходит массивный профилированный карниз, визуально выделяющий цокольную часть здания.       